# 김진섭 (1903년)
김진섭(金晉燮, 1903년 8월 24일~?)은 일제강점기 말기와 대한민국 건국 초기의 문학 평론가 겸 연극 평론 작가와 수필 작가이자 시인 등으로 활동한 순수 문인 겸 대학 교수·번역 작가이며, 독어 독문학자이자 방송인 겸 교육인이다.

## 생애
본은 청풍(淸風)으로, 호(號)는 청천(聽川)이며, 그는 전라남도 무안부 무안목 목포영 목포진에서 출생하였고, 지난날 한때 경상북도 안동군에서 잠시 유아기를 보낸 적이 있으며, 이후 1909년(일곱살때)에 전남의 나주군으로 이주했다. 1916년에 일제 시대의 경성부로 처음 유학을 떠났으며, 1922년에 일본 도쿄 유학, 이듬해(1923년)에 호세이 대학교 독어독문학과에 입학하여 이후 총합 8년의 거듭된 긴 휴학 끝에 드디어 1935년에 학사 학위를 취득한 한편으로는, 대학 재학 시절 때인 1925년에 문학평론가로 등단하였고, 1926년에 연극 평론 작가로 입문함에 이어, 1927년에는 시인으로 입문했지만, 1929년에서부터는 수필 작가로 더더욱더 이름을 날렸다. 그리고 극연(극예술연구회)의 창립 구성원으로도, 그 이름을 날리었으며, 1939년 이후에서부터 시필(詩筆)은 아예 절필(絶筆)을 선언하여, 그 후로는 오로지 수필(隨筆)과 평필(評筆)과 독어 역필(獨語 譯筆)이라는 3가지 분야에만 전념했다.
그러나 1950년 6월 25일, 한국 전쟁 당시에 북괴군한테 납북되었다.
이후 대한민국의 서울에 남아 있던, 그의 부인(이내올)은 전쟁미망인으로서의 남은 슬픔을 달래고자 1953년에 개신교 신자로 입문했다.

## 학력
- 경성양정고등보통학교 졸업(1922년 3월)
- 일본 도쿄 호세이 대학교 독어독문학과 학사(1935년 3월)

## 주요 집필 작품

### 번역 문학
- 「번역 소설 문전(門前)의 일보(一步)」(1927년) ... 토마스 만·헤르만 헤세 작가의 원작 소설 작품을 각각 번역.

### 평론집

#### 문학 평론
- 『표현주의문학론』(1927년)
- 『수필의 문학적 영역』(1929년)
- 『교양의 문학』(1950년)
- 『청천수필평론집(聽川隨筆評論集)』(1958년)

#### 연극 평론
- 「연극 평론 문전(門前)의 일보(一步)」(1939년)

### 시집
- 《시냇물 흐르는 소리 들어라》(1939년)

### 수필집
- 《백설부(白雪賦)》(1929년)
- 《주부송(主婦頌)》(1935년)
- 《인생예찬》(1947년)
- 《생활인의 철학》(1948년)
- 《청천수필평론집(聽川隨筆評論集)》(1958년)

## 참고 자료
- 김영준 (2007년 1월 31일). “한국 수필문단의 기틀을 다지다 - 고향 목포에서도 잊혀진 ‘수필가 청천 김진섭’”. 목포시민신문. 2007년 10월 12일에 원본 문서에서 보존된 문서. 2008년 8월 11일에 확인함.